# Великий Остров
Великий О́стров (рос. Большой Остров) — присілок у складі Ішимського району Тюменської області, Росія.
Населення — 260 осіб (2010, 294 у 2002).
Національний склад станом на 2002 рік:
- росіяни — 90 %